# Nagroda Poetycka im. Kazimierza Hoffmana „Kos”
Nagroda Poetycka im. Kazimierza Hoffmana „KOS” – polska nagroda literacka przyznana po raz pierwszy w 2020 za najlepszy tom poetycki roku. Patronem nagrody jest zmarły w 2009 bydgoski poeta Kazimierz Hoffman. Laureat nagrody otrzymuje statuetkę oraz 15 000 zł. Honorowy patronat nad nagrodą sprawuje Marszałek Województwa Kujawsko-Pomorskiego. 

## Kapituła
W skład kapituły przyznającej nagrodę wchodzą:
- Iwona Smolka – przewodnicząca
- Anna Janko
- Grzegorz Kalinowski
- Robert Mielhorski

Do 2021 członkiem Kapituły był Wojciech Banach.

## I edycja, 2020 (za 2019)
Nominowani:
- Urszula Kozioł – Znikopis
- Jerzy Kronhold – Pali się moja panienko
- Anna Matysiak – Tiergarten
- Jarosław Mikołajewski – Głupie łzy
- Piotr Mitzner – Siostra[1]

Laureatką nagrody została Urszula Kozioł za tom Znikopis.

## II edycja, 2021 (za 2020)
Nominowani:
- Jan Baron – Psińco
- Maciej Bieszczad – Niteczka
- Jerzy Kronhold – Długie spacery nad Olzą
- Piotr Mitzner – Przygody chłopca
- Katarzyna Michalczak – Tysiąc saun[3][4]

Laureatem nagrody został Piotr Mitzner za tom Przygody chłopca.

## III edycja, 2022 (za 2021)
Nominowani:
- Maria Bigoszewska – Złodziejska kieszeń
- Krzysztof Lisowski – Wieści dobre i złe
- Bartłomiej Siwiec – Domysły na temat Ruxa
- Piotr Szewc – Po nitce
- Leszek Szaruga – Łowca[8]

Laureatem nagrody został Krzysztof Lisowski za tom Wieści dobre i złe.

## IV edycja, 2023 (za 2022)
Nominowani:
- Wojciech Bonowicz – Wielkie rzeczy
- Krystyna Dąbrowska – Miasto z indu
- Anna Piwkowska – Furtianie
- Urszula Sieńkowska-Cioch – Dwie trzecie wody
- Marcin Zegadło – Martwe i Ozdobne[10]

Laureatką nagrody została Krystyna Dąbrowska z tom Miasto z indu.

## V edycja, 2024 (za 2023)
Nominowani:
- Genowefa Jakubowska-Fijałkowska – Wiwisekcja
- Łukasz Jarosz – Widoczna i niewidzialna
- Marzanna Bogumiła Kielar – Wilki
- Urszula Sikora – trzynasty miesiąc
- Piotr Szewc – Zielony anioł i inne oktostychy

Laureatką nagrody została Marzanna Bogumiła Kielar za tom Wilki.

## VI edycja, 2025 (za 2024)
Nominowani:
- Krzysztof Fedorowicz – Zimowe cięcie winorośli
- Stanisław Kalina Jaglarz – Zajęczy żar
- Krzysztof Siwczyk – Ludzie z taksydermii
- Mirka Szychowiak – Poza zasięgiem
- Rafał Wawrzyńczyk – Dziecko na głowie króla[13]

Laureatem nagrody został Stanisław Kalina Jaglarz za tom Zajęczy żar.